# Çobanpınarı, Gerger
Çobanpınarı là một xã thuộc huyện Gerger, tỉnh Adıyaman, Thổ Nhĩ Kỳ. Dân số thời điểm năm 2011 là 846 người.